# Orgeville-en-Vexin
Pour les articles homonymes, voir Orgeville.
Orgeville-en-Vexin est une ancienne commune de l'Eure.

## Toponymie
Le nom de la localité est attesté sous les formes Ogervilla en 1218 (L. P.), Orgevilla au XIIIe siècle.

## Historique
En 1207, Guillaume d'Orgeville donne sa terre de Cantelou au prieuré des Deux-Amants. La famille d'Orgeville possède les lieux jusqu'à la fin du XIIIe siècle, puis passa à la famille de Hangest. Par le jeu des alliances, la famille de Roncherolles entre en possession d'Orgeville. Les terres se trouvent confisquées en 1419 car Isabelle de Hangest, épouse de Jean de Roncherolles, tenait le parti du roi de France.
Le fief est vendu par Charles de Roncherolles le 25 avril 1603 à Jacques Hallé, sieur du Val, seigneur de Cantelou et Flipou, et restera en possession de la famille jusqu'à la Révolution. En 1788, la seigneurie d'Orgeville passe des mains de Monsieur de Rouville à celles de Monsieur de Coqueraumont.
En 1785, l'église est refaite, le clocher par les habitants, le curé se chargeant de la reconstruction du chœur.
Orgeville se trouve rattachée en 1809 à Senneville, puis s'en sépare en 1854 pour être réunie à Flipou.

## Lieux et monuments
- Ruines de l'ancienne église Notre-Dame (XIVe siècle, XVIIIe siècle)[3], dont le patronage relevait du prieuré des Deux-Amants.
- Croix monumentale[4], près des ruines de l'église, du XVIIe siècle.

## Politique et administration
| Période         | Période | Identité                 | Étiquette | Qualité                  |
| --------------- | ------- | ------------------------ | --------- | ------------------------ |
| 9 décembre 1792 |         | Jean Nicolas Theroude    |           | propriétaire             |
| 15 brumaire IV  |         | Gille François Rousselin |           | cultivateur              |
| 9 germinal VI   |         | Jean Jacques Blondel     |           |                          |
| VIII            | 1809    | Georges Blondel          |           | propriétaire cultivateur |

## Liste des curés
- 1601 : Nicolas Boudart
- 1630 : Jacques Bouderel
- 1646 : Marin L'Hostelin
- 1675 : Philippe Allain, devient curé d'Andé en 1680
- 1680 : Noël Le Maire, devient curé de Buglise-en-Caux en 1700
- 1700 : Antoine Coullon
- 1744 : Jean Bernard Le Sage
- 1787 : Louis François Félix Lefebvre